# بوژیدار استانیشیچ
بوژیدار استانیشیچ (انگلیسی: Božidar Stanišić؛ ۲۱ اکتبر ۱۹۳۶ – ۳ ژانویه ۲۰۱۴) بازیکن واترپلو اهل یوگسلاوی بود.
وی در مسابقات کشوری و بین‌المللی در مجموع برندهٔ ۱ مدال طلا، ۳ مدال نقره شده‌است.